# Elettronica

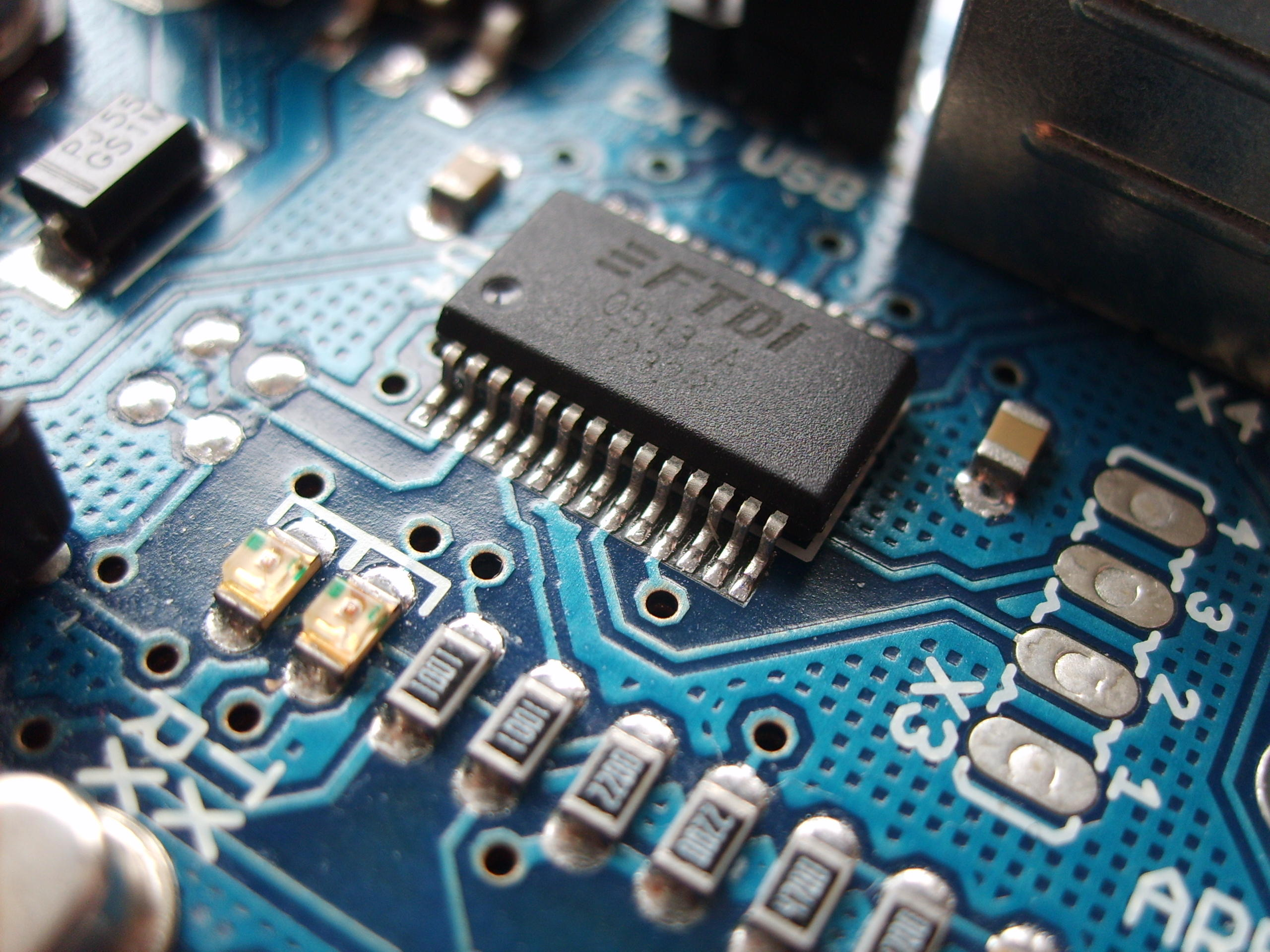
Particolare di una scheda elettronica Arduino. Sul circuito stampato sono visibili vari componenti fissati usando una tecnica di montaggio superficiale.

Elettronica è il ramo della fisica e dell'elettrotecnica che si occupa dei fenomeni associati al moto di fasci di elettroni nel vuoto e nei gas, come definito nella American Standard Definition of Electrical Terms del 1941. In ambito applicativo, comprende l'analisi e l'impiego di dispositivi come il tubo elettronico e gli apparati che ne fanno uso, tra cui amplificatori e oscillatori. 
Più specificatamente l'elettronica è l'insieme delle conoscenze metodologiche, teoriche e pratiche utilizzate per la progettazione e realizzazione di sistemi e apparati hardware in grado di elaborare grandezze fisiche sotto forma di segnali contenenti informazione, per svariati tipi di applicazioni; le realizzazioni dell'elettronica sono quindi dei circuiti elettronici di elaborazione costituiti da componenti elettronici, attivi e passivi, collegati a mezzo di fili o tracciati conduttivi, in genere metallici, attraverso cui circolano correnti elettriche; di tale ambito si occupa l'ingegneria elettronica.

## Storia

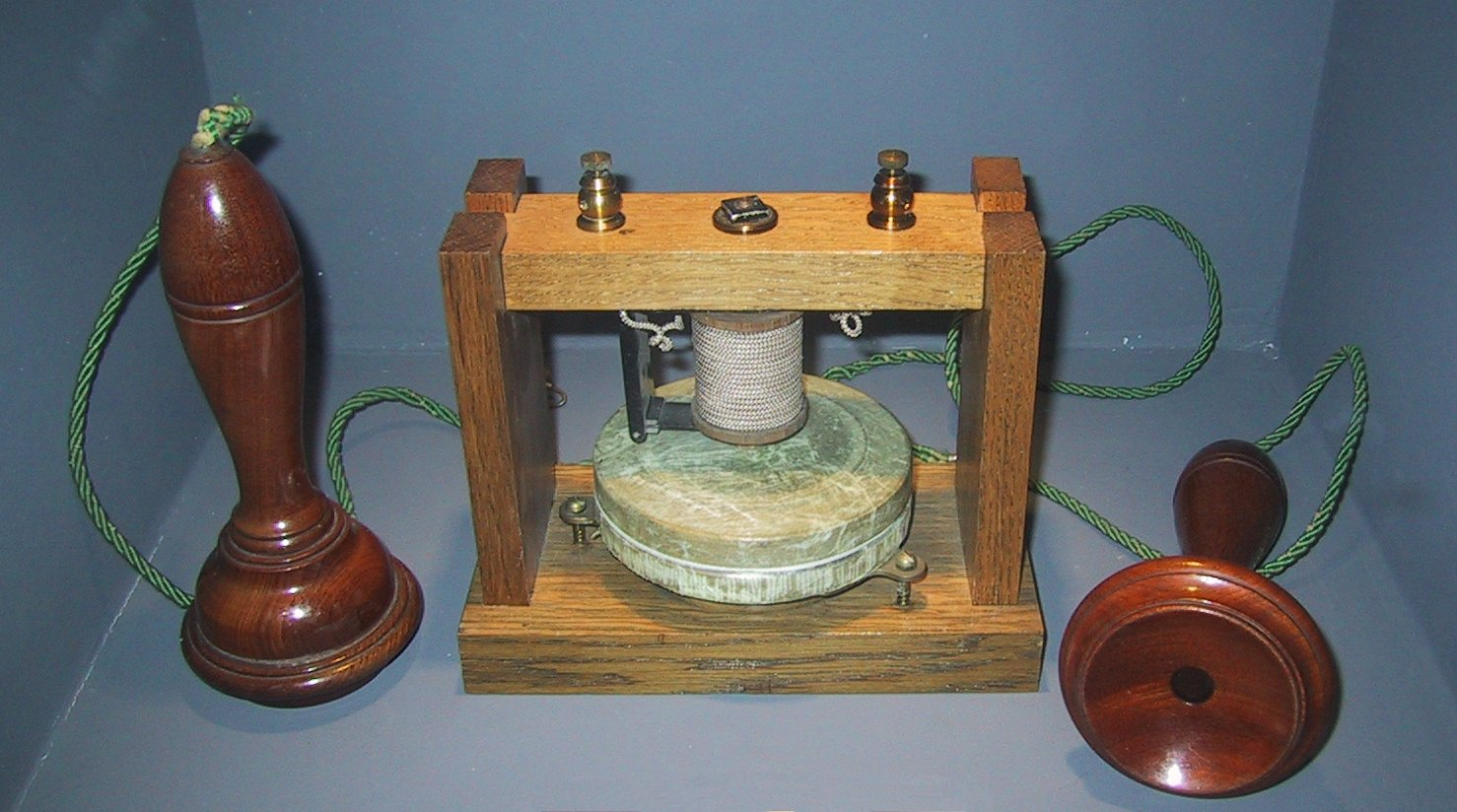
Sistema di Bell per le comunicazioni (1877), antenato del telefono

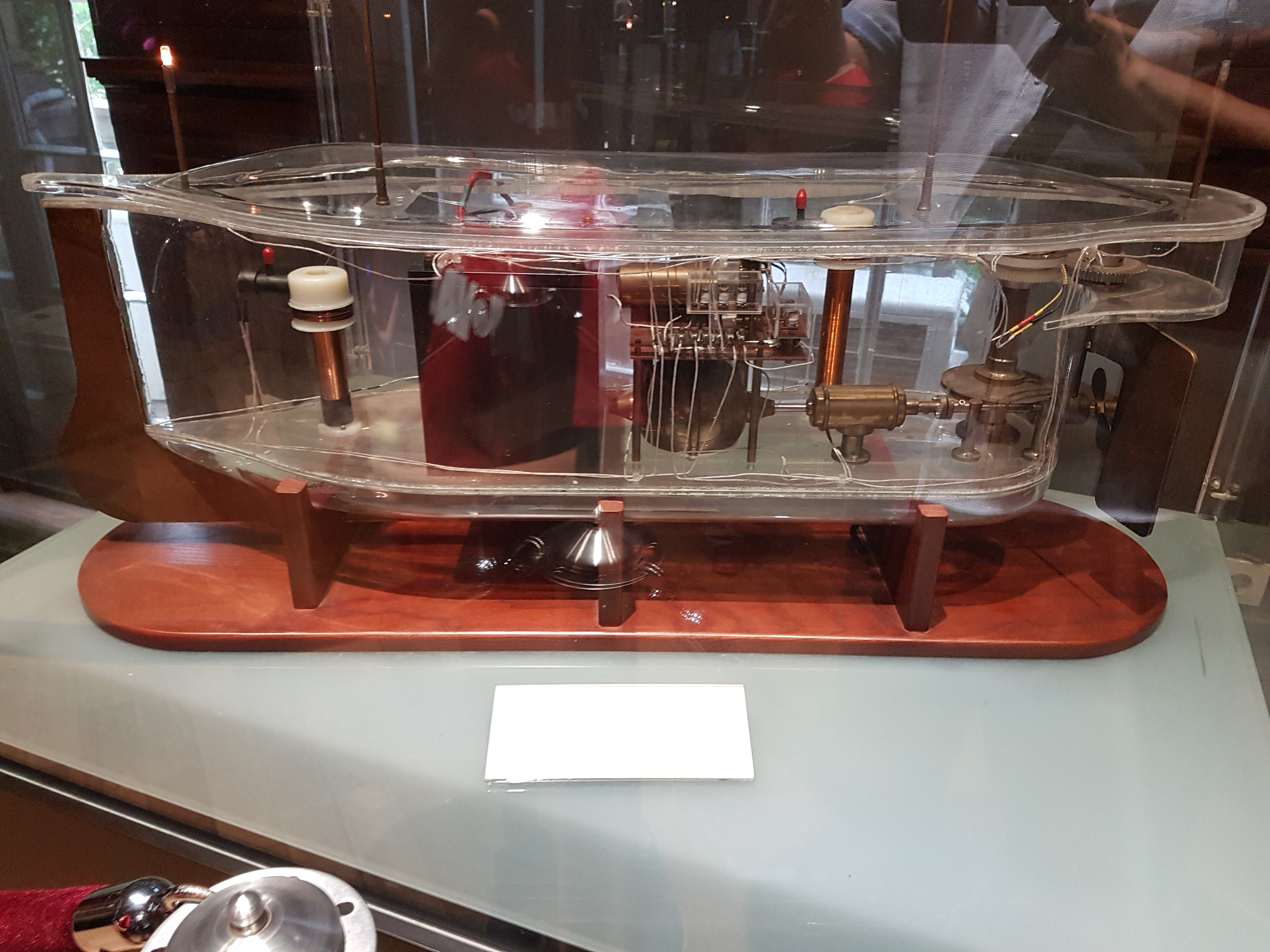
Barca radiocomandata inventata da Nikola Tesla (1898)

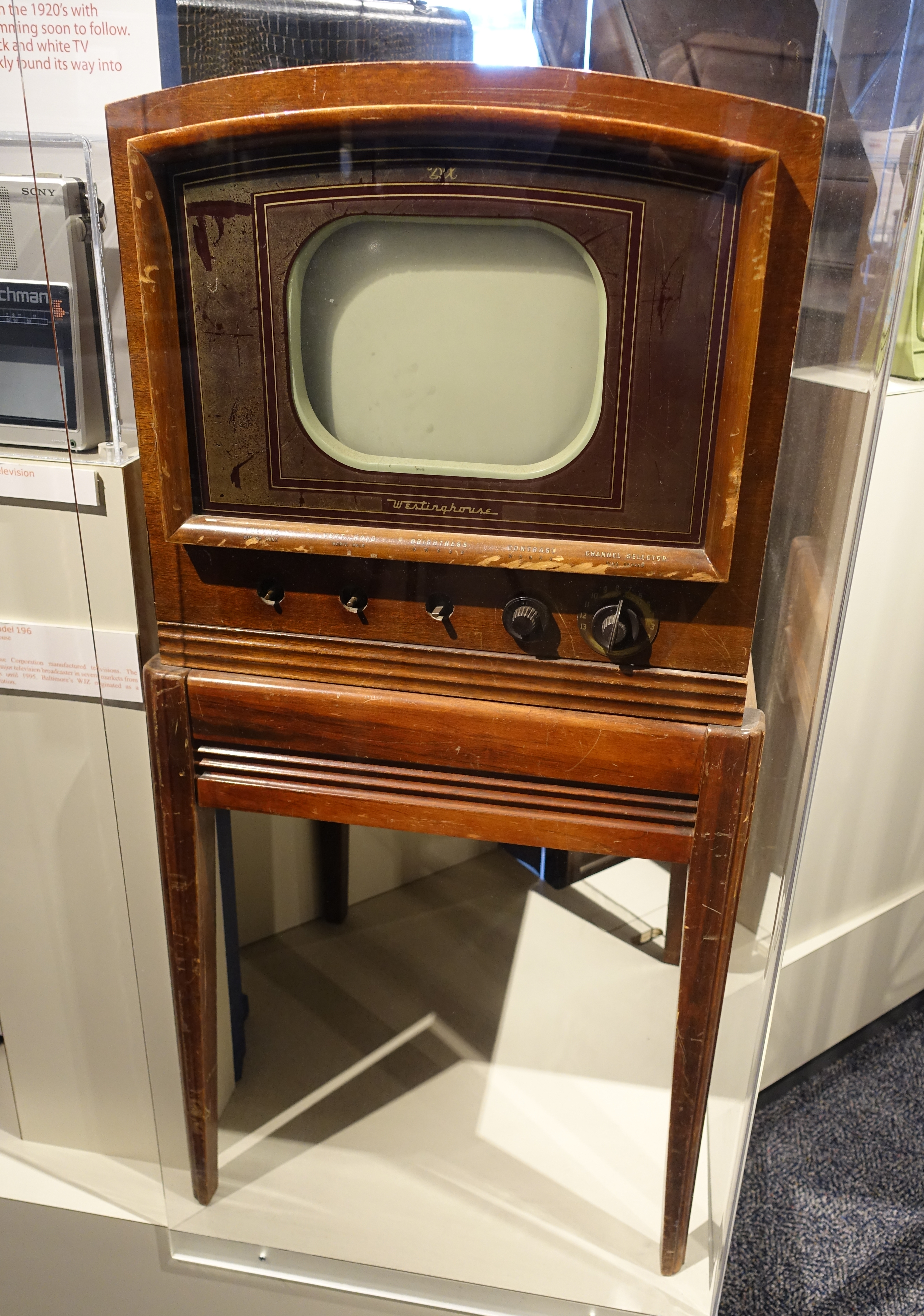
Televisore degli anni quaranta (Westinghouse modello 196)

Le prime realizzazioni dell'elettronica sono state i circuiti radio riceventi e trasmittenti; senza dubbio Guglielmo Marconi e Nikola Tesla furono dei pionieri, ma le loro prime radio non avevano nulla che non si potesse considerare più di una applicazione dell'elettrotecnica a un problema nuovo. Il vero salto di qualità avvenne per opera dell'ingegnere britannico John Ambrose Fleming dell'University College di Londra, che nel 1904 inventò il primo dispositivo elettronico a due terminali, il diodo a vuoto, cioè la prima valvola termoionica. Seguì a breve (1906) il primo componente elettronico a tre elettrodi di Lee De Forest, il triodo a vuoto, che permetteva anche di amplificare un segnale.
Dopo la prima guerra mondiale l'elettronica si sviluppò rapidamente, soprattutto per merito della radio, che in quel periodo era la sua applicazione di punta; nella teoria dei circuiti una pietra miliare fu nel 1927 l'invenzione del primo circuito a reazione, che permetteva di raggiungere con pochi componenti prestazioni nettamente superiori, mentre gli apparecchi radio si facevano sempre più evoluti passando dai primi semplici schemi circuitali omodina, o sincrodina, a più complessi schemi eterodina e supereterodina, che garantivano una migliore separazione fra le stazioni radio e minor rumorosità.
Una nuova svolta si ebbe dopo la seconda guerra mondiale con l'invenzione del transistor, componente attivo che poteva assolvere le stesse funzioni delle valvole termoioniche a una frazione del costo, dell'ingombro e della potenza necessari alle valvole: inoltre, più transistor possono essere integrati in dispositivi complessi, i circuiti integrati appunto, che possono contenere oggi anche molti milioni di transistor (e altri componenti come resistori, condensatori, diodi, ecc.) e quindi possono svolgere così funzioni molto complesse con costi e ingombri contenuti.
Con i transistor prima e con i circuiti integrati poi, l'elettronica conosce un vero boom, che a tutt'oggi non è ancora terminato.

## Descrizione

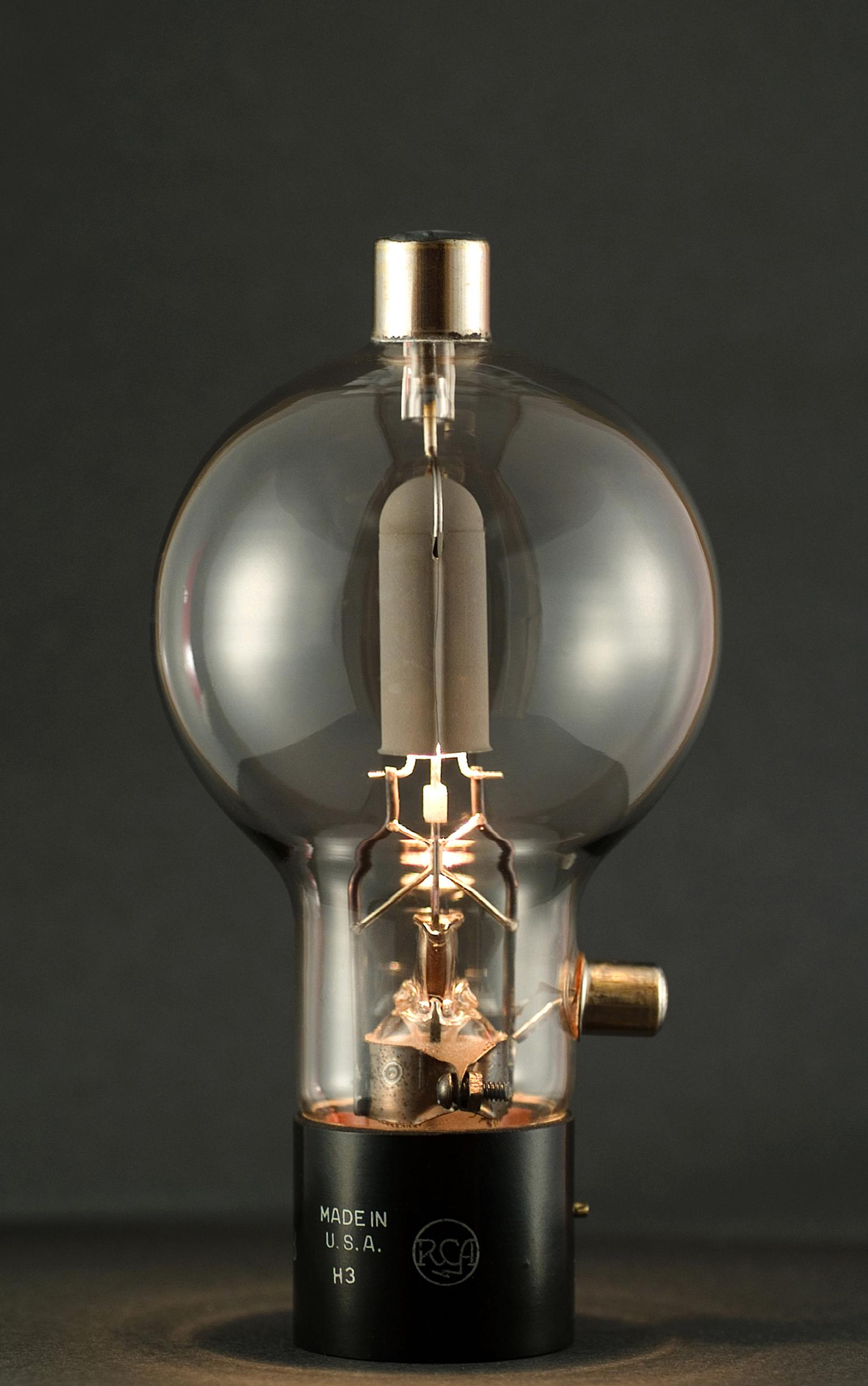
Valvola termoionica

Secondo alcuni autori (tra cui Jacob Millman), si può definire l'elettronica come lo studio del moto degli elettroni al di fuori dei metalli. Secondo questa definizione, l'elettrotecnica e le applicazioni radio classiche non rientrano nel campo dell'elettronica, che è riservato ai dispositivi a semiconduttore (silicio, germanio, semiconduttori composti), ai tubi a vuoto (valvole) e alla propagazione del campo elettromagnetico in mezzi dielettrici come l'aria o il vetro (fibre ottiche).
L'elettronica e l'elettrotecnica sono due discipline tra loro strettamente legate che si differenziano per il tipo di applicazione: la prima ha come scopo principale l'elaborazione dei segnali elettrici e dell'informazione, la seconda si occupa soprattutto della trasmissione della potenza elettrica nonché della gestione e progettazione delle macchine elettriche.
L'elettronica, assieme all'informatica e alle telecomunicazioni, riassunte sotto la denominazione di Information and Communication Technology (ICT), rappresenta a tutt'oggi uno dei settori economici trainanti della cosiddetta terza rivoluzione industriale.

### Metodiche

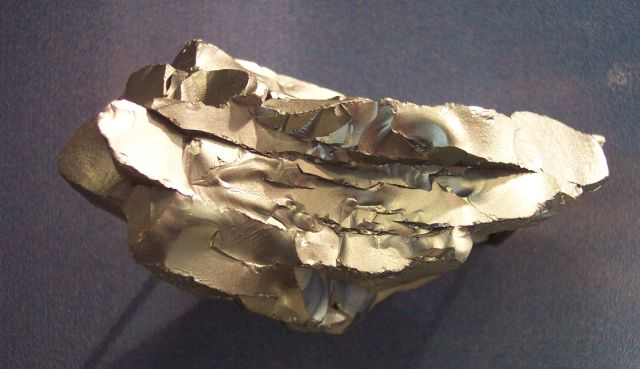
Semiconduttore

Dal punto di vista teorico l'elettronica adotta sia le leggi dell'elettromagnetismo classico e dell'elettrotecnica sia la meccanica quantistica che è alla base della tecnologia dei semiconduttori. Sono inoltre utilizzati i metodi matematici sviluppati dalla teoria dei sistemi per definire la risposta in frequenza del sistema elettronico e dall'algebra di Boole.
I componenti elettronici attivi, cioè i diodi e i transistor, sono coperti da una trattazione teorica completa ed è possibile prevederne il comportamento in ogni condizione; anche alcune tipologie di circuiti, come gli amplificatori lineari a bassa potenza, gli amplificatori operazionali e gli oscillatori, dispongono di una base di teoria che può in parte guidare il progettista, ma in generale il progetto di un nuovo circuito è un lavoro che deve combinare teoria e creatività.

### Ambiti

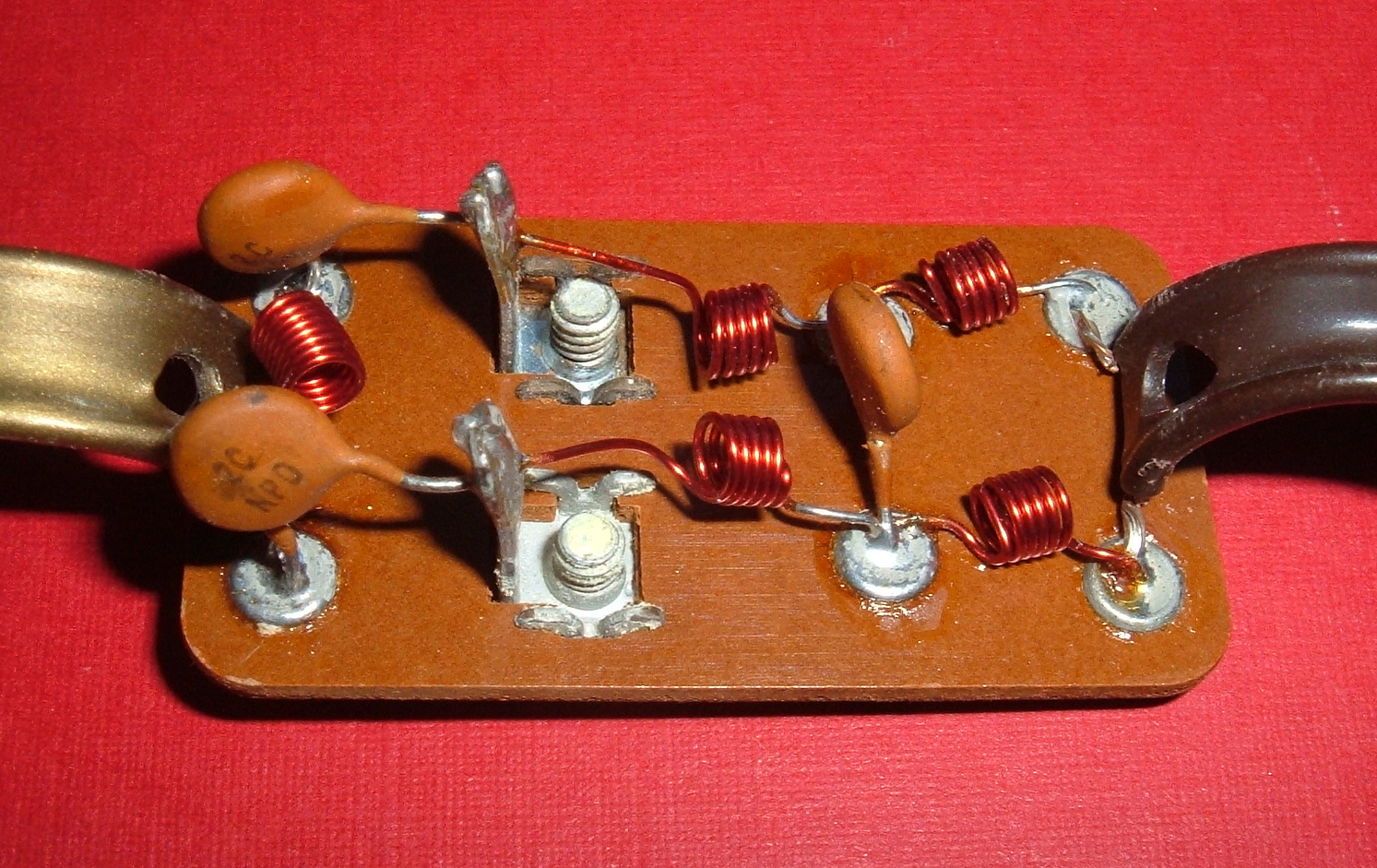
Insiemi di filtri

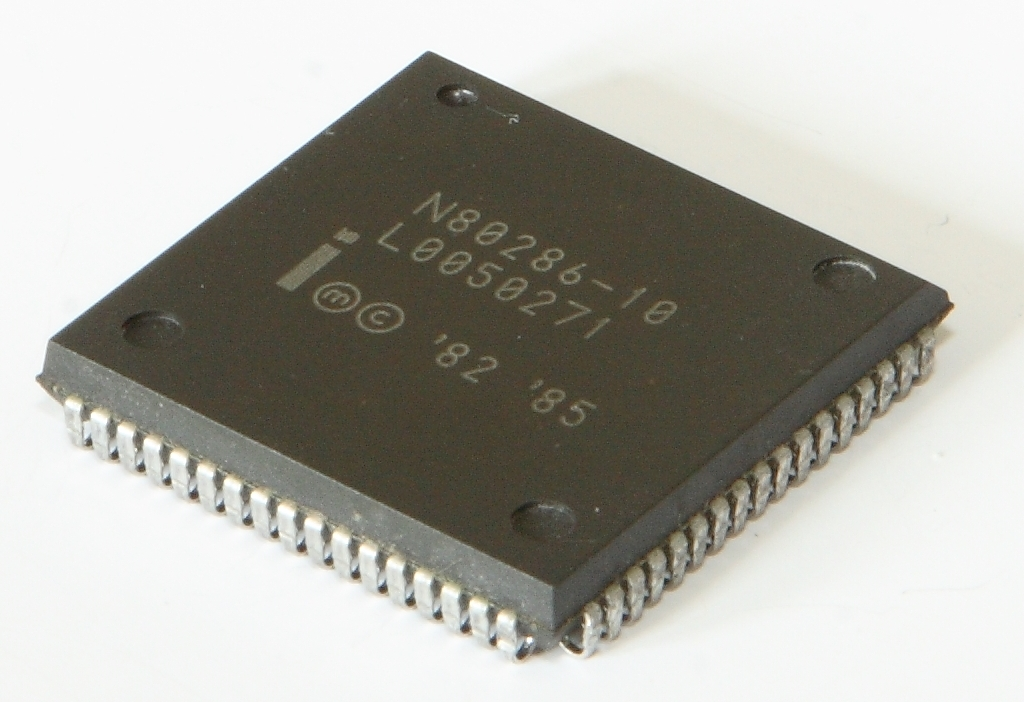
L'Intel 80286, un microprocessore monolitico sviluppato negli anni ottanta del XX secolo

L'elettronica si divide in due grandi settori:
- l'elettronica analogica, si occupa di segnali analogici, cioè che variano nel tempo in modo continuo, e che in linea di principio potrebbero assumere un valore qualsiasi in qualunque istante di tempo dato (per esempio voci, suoni, intensità luminose, ecc.): operazioni tipiche compiute su questi segnali sono l'amplificazione, la modulazione, la miscelazione, il filtraggio.
- l'elettronica digitale, che invece tratta dei segnali elettrici che possono assumere soltanto alcuni valori (predeterminati e finiti) "legittimi" di tensione, convenzionalmente due valori utilizzando il sistema binario: "alto" o "basso" che sono associati ai valori logici "vero" e "falso". In questo caso ci si riferisce a segnali binari che in genere vengono sottoposti a operazioni logiche booleane come l'AND, l'OR, il NOT, ecc. È proprio questo settore dell'elettronica che ha permesso la nascita e lo sviluppo del moderno calcolatore elettronico.

Altre branche o settori sono:
- l'elettronica industriale
- l'elettronica di potenza
- l'optoelettronica
- l'elettronica ad alta frequenza
- l'elettronica di consumo
- la microelettronica
- l'elettronica per telecomunicazioni
- l'elettronica molecolare
- l'elettronica quantistica

### Componenti elettronici

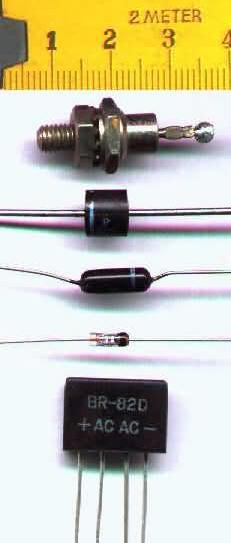
Diodo

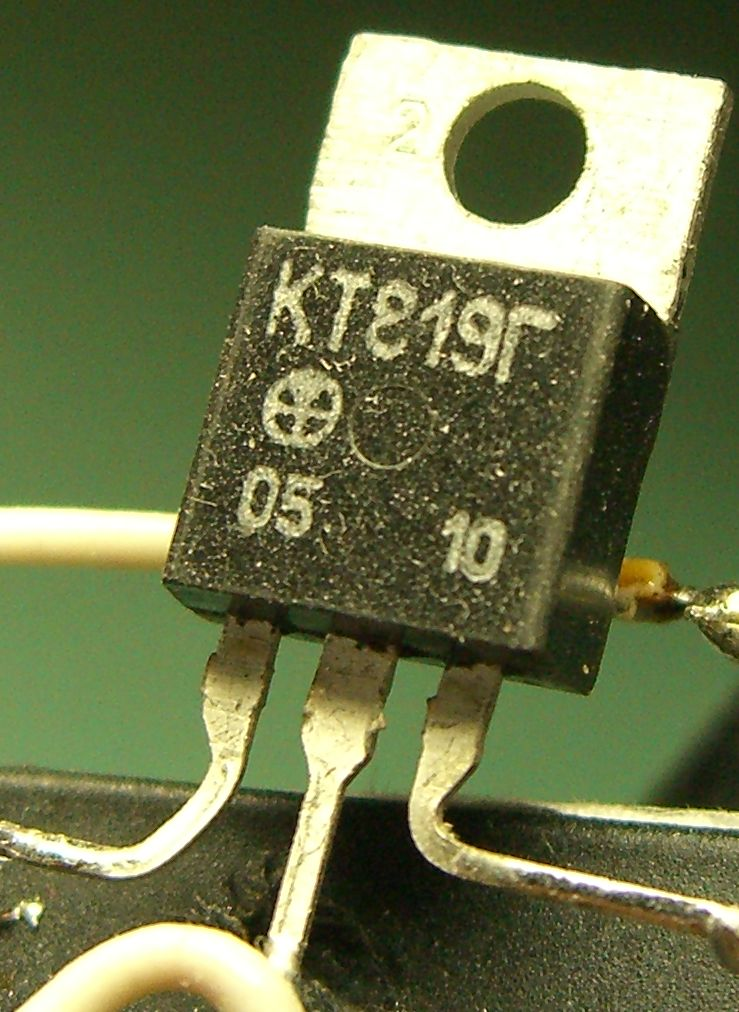

I componenti elettronici più comuni e usati sono:
- resistore
- condensatore
- induttore
- dispositivi a semiconduttore:
  - diodo
  - transistor
- valvole termoioniche
- componenti modulari:
  - circuito integrato
  - amplificatore operazionale

### Applicazioni
Le applicazioni più comuni dell'elettronica e dei circuiti elettronici sono:
- nelle telecomunicazioni;
- nell'informatica;
- nel controllo di robot e macchine industriali;
- nel controllo di ascensori e impianti automatizzati;
- nella diagnostica e nella clinica medica;
- negli strumenti di misura;
- nella visione artificiale;
- nella conversione dell'energia elettrica;
- negli azionamenti di motori a velocità variabile;
- nei veicoli stradali e ferroviari;
- nella microelettronica.